# Transició (efecte especial)
La transició és un efecte especial que s'utilitza per indicar l'aparició d'una diapositiva durant una presentació amb diapositives. Generalment aquesta tècnica es posa en pràctica durant el procés de post producció (en cas que es tracti d'una producció d'una pel·lícula o obra cinematogràfica). Comunament s'utilitza un tall normal i s'afegeix la següent imatge. Molts films també inclouen l'ús selectiu d'un altre tipus de transicions generalment per transmetre cert to o estat d'ànim, suggerir el pas del temps, o separar parts de la història. Aquestes altres transicions poden incloure foses, tall en L, continuïtats, escombratges, i esvaïments, com per exemple, fer aparèixer gradualment des d'un fons negre o dissoldre una diapositiva fins a l'aparició d'una altra. Es pot triar la transició que es desitgi i variar la velocitat de cadascuna.
- Existeixen molts tipus de transicions (persianes, quadres bicolors, escombratge, cobrir, tallar, empènyer, dissoldre, etc. ja nomenades), moltes de les quals disposen de varietats per a les diferents adreces possibles (des de dalt, esquerra, a baix, dreta).
- Una transició és un efecte animat que facilita, o emfatitza, el pas d'un clip al següent. La transició proporciona un pont entre dos clips de pantalla completa (o entre un clip i la foscor si la transició només té un clip continu, com en el començament de la pel·lícula), enllaçant dues sobreimpressions, o una sobreimpressió i una transparència.

## Transicions curtes
Tota pel·lícula avui dia, ja sigui d'acció en viu, generada per un ordinador, o tradicionalment dibuixada a mà, és elaborada a partir de centenars de preses individuals que es col·loquen juntes durant l'edició per formar una sola pel·lícula que serà visualitzada per l'espectador. La transició de les preses és la manera en què dues d'aquests plànols individuals s'uneixen.

### Tall i (cut)
El tipus de transició més bàsic, el tall és la manera més comuna d'unir dos plànols. Essencialment és la continuació de dos plànols diferents en el mateix temps i espai. És tan bàsic que no es necessita cap procés especial per generar un tall; les dues tires de pel·lícula són simplement executades una després de l'altra. Durant la visualització de la pel·lícula, és quan una imatge en pantalla és instantàniament reemplaçada per una altra, sovint canviant el tipus d'angle de la càmera. Encara que és simple en la seva construcció, el subjecte principal en cada costat del talli pot tenir implicacions de gran abast en la pel·lícula.
La presa A abruptament acaba i la presa B comença.

#### Tall de contrast
Un editor pot estratègicament tallar per juxtaposar dos subjectes. Per exemple, algú somiant amb un camp de flors, presa A, pugues de sobte despertar-se en un edifici en flames, pren B. El so seria pacífic i serè en la presa A, i sobtadament seria alt i sorollós en la pren B. Aquest contrast entre pau i caos és intensificat a través de la transició sobtada.

#### Tall en L
Article principal: Talli L (en anglès)
Un tall en L és una tècnica d'edició que consisteix en un tall que ocorre a diferent temps per a àudio que per video. Per exemple, podem sentir les veus dels personatges uns segons abans que els vegem en pantalla. Per aconseguir aquest efecte, l'editor ha de fer un tall amb forma de L en la mateixa tira de pel·lícula. Fins i tot avui dia, amb l'arribada del sistema d'edició no linear computarizados, la representació digital de la pel·lícula al programa encara comporta aquesta aparença amb forma de L.

#### Tallinvisible
Igual que en la continuïtat, el tall invisible pretén unir dues preses amb enquadraments similars. No obstant això, el tall invisible és dissenyat per amagar completament la transició al publico. L'espectador pot deduir que el tall ha ocorregut, però tindrien certa dificultat per determinar amb precisió el moment exacte. Per exemple, si un personatge camina cap a la càmera, cobrint-la completament, el tall s'introdueix quan l'esquena del personatge es mostra allunyant-se. El tall invisible també pot amagar-se amb una fuetada, afegint o llevant un mitjà molt fosc o molt il·luminat, o per un objecte creuant per la pantalla.

#### Tall de salt
Un tall de salt és normalment el resultat d'un error en la continuïtat, i no es tracta d'una molt estilística elecció per part del director. Un tall de salt ocorre quan un tall, dissenyat per actuar merament com un canvi d'angle de càmera (menys de 30 graus), revela certa discrepància en la continuïtat de dues preses. Per exemple, si un personatge té la seva mà sobre la seva boca en un plànol mitjà, i no en un plànol de detall, aquest petit detall, que probablement va passar desapercebut durant l'enregistrament, ara és massa evident per a l'espectador.

#### Continuïtat
Article principal: continuïtat cinematogràfica 
La continuïtat uneix dues peces d'un film que contenen dos objectes de mesures similars en racons similars dins de l'enquadrament. Un dels exemples més famosos d'aquest tipus d'edició és en 2001: Una odissea a l'espai on un os llançat per un simi prehistòric curta al plànol d'una futurista estació espacial.

#### Transició en paral·lel
Per exemple, imagini una escena d'acció on l'heroi de la pel·lícula és perseguit pel vilà. Per aconseguir que tota l'escena de la persecució tant l'heroi com el vilà càpiguen en el marc de la pel·lícula en el mateix temps, resultaria dificultós i poc atractiu abans de res. Una forma fàcil de solucionar aquest problema és mitjançant l'ús dels talls en paral·lel. En aquest exemple, l'escena consistiria en diverses preses de l'heroi corrent en una adreça, i altres preses del vilà corrent en la mateixa adreça. Potser en un punt de la seqüència, l'heroi mira cap enrere, fora de l'enquadrament, cap al seu perseguidor. Just en aquest moment, l'editor inseriria un plànol del vilà. Cap dels dos personatges ocupa el mateix espai en la pantalla, però l'audiència sobre entén que un persegueix a l'altre. Aquesta tècnica apareix parodiada en la pel·lícula "Naked Gun 2½", on l'edició intercala el vilà i l'heroi lluitant entre ells, i finalment en una presa llarga ens adonem que de fet es troben a una distància de quatre peus l'un de l'altre.

### Fosa o fos d'entrada/de sortida (fade)
La fosa ocorre quan gradualment la imatge canvia a un sol color, generalment negre, o quan una imatge apareix gradualment en pantalla. La fosa d'entrada normalment té lloc en l'inici de la pel·lícula, mentre que el de sortida típicament es troba en el seu final.

#### Esvaïment
Com en la fosa, l'esvaïment consisteix en el canvi gradual de la visibilitat de la imatge. No obstant això, en lloc d'una transició de la presa a un plànol en color, un esvaïment consisteix en el canvi gradual d'una presa a una altra presa. Els esvaïments, igual que els talls, poden usar-se per connectar dos objectes diferents, per exemple un home explicant una història i una imatge visual d'aquesta història.

### Escombratge (Whip Pan)
Article principal: Wipe (en anglès)
L'escombratge consisteix en el reemplaçament d'un plànol per un altre, amb moviment des d'un costat de l'enquadrament cap a l'altre. Pensi en una línia vertical passant des de la part dreta del marc cap a la part esquerra d'est. En la part de l'esquerra d'aquesta línia, tenim la presa A, i en la part de la dreta d'aquesta línia temem la pren B. Quan aquesta línia arriba a la part esquerra del marc, la presa B omplirà tota la pantalla, i la transició serà completada. Aquest exemple descriu un escombratge de línia vertical, i es tracta d'un de tots els tipus d'escombratge que existeixen.
Un altre tipus d'escombratge molt comú utilitza objectes de la pròpia escena en lloc de línies verticals invisibles. Una interessant aplicació d'aquesta tècnica és la creació de la il·lusió que la càmera travessa el sostre de la planta baixa d'una casa amb diversos pisos fins al sòl del pis de dalt. En aquest cas, la presa A consistiria en la càmera arribant fins al sostre, i la presa B consistiria en la càmera "aixecant-se" donis del sòl. La transició d'escombrada fa l'efecte que la càmera està travessant entre els sòls d'una casa.

#### Escombratge d'iris
La grandària de l'escombratge també pot ser circular mitjançant l'ús de l'iris de la càmera. Amb el tancament de l'iris, un cercle borrós escombra l'escena fins al centre de l'enquadrament, atorgant atenció al subjecte que ocupa el centre de la imatge.

### Morphing
Encara que no sempre confinat amb transicions cinematogràfiques, un morph pot entendre's com la combinació entre un esvaïment i efectes especials. En lloc de simplement barrejar tots els colors junts, aquesta tècnica és capaç de gradualment remodelar un objecte per convertir-ho en un altre diferent, creant molta més connexió que el que pot oferir un simple esvaïment. Un famós exemple pot trobar-se en el final de la pel·lícula Salvar al Soldat Ryan. La cara del soldat jove Ryan (interpretat per Matt Damon) és lentament transformada en el rostre del vell soldat Ryan (interpretat per Harrison Young), quan al mateix temps el fons de la ciutat assetjada durant la Segona Guerra Mundial és esvaït fins a un cementiri en el temps modern; no hi ha dubte per l'audiència que els dos homes es tracten d'un i el mateix.

### Encadenat/dissolvència (dissolve) i sobreimpressionat
L'encadenat consisteix en barrejar dos plànols. Mentre un va desapareixent, l'altre apareix de forma gradual. Ambdues imatges s'uneixen i una va prenent més importància visual respecte l'altra. En un moment l'espectador percep, alhora, dues imatges amb un mateix pes visual, dos plànols que tenen la mateixa presència visual. A això se li diu superposició o sobreimpressió d'imatges. Sovint s'usa per mostrar explícitament el pas de temps en períodes curts. De vegades conté un significat referit a una el·lipsi temporal o espacial. Una altra utilitat de l'encadenat és per a les transformacions d'alguns personatges. Un exemple clar és la metamorfosi de Brigitte Helm en el personatge del robot de "Metròpolis" de Fritz Langa (1926), a l'inici de la pel·lícula "Ciutadà Kane" d'Orson Welles o l'encadenat de la pel·lícula de “Rebecca” de Hitchcock

### Cortineta (wipe)
Aquest tipus de transició funciona passant d'un plànol a un altre com si s'obrís una cortina. Per tant, consisteix en el reemplaçament progressiu d'un plànol per un altre. Hi ha diferents formes per reemplaçar-los: desplaçant-se o empenyent de dalt a baix (vertical), d'un costat a un altre (horitzontal), en diagonal, espiral, ventall. Per dividir la imatge amb aquest efecte, es pot fer amb la vora de color (separant dos mons diferents) amb la vora definida (separant de manera clara ambdues imatges) o amb la vora difuminada, mitjançant el qual es barrejaran les dues imatges.
Aquest tipus de transició és un efecte òptic en moviment en el qual una escena sembla empènyer una altra fora de la pantalla. També poden adquirir formes molt diferents i originals: d'estels, flames, raigs, panys, cors, diamants, piques, trèvols, etc. Un clar exemple és la pel·lícula de Batman, en la qual apareixia la cortineta amb forma de ratapinyada. Aquest efecte ha caigut en desús. Les "cortinillas" necessiten la producció d'un duplicat en negatiu, aquesta és la raó per la qual el seu ús sol estar limitat a films en 35mm. Una de les pel·lícules en les quals apareix és en “El qui rep les bufetades” (1924) de Victor Sjöström. Una altra pel·lícula on apareix aquest efecte és “La guerra de les Galàxies” (1977) de George Lucas. Les cortinetes són transicions mecàniques. En les primeres pel·lícules sonores, especialment en els musicals, era un mètode que s'utilitzava sovint. Avui dia s'utilitzen principalment en les pel·lícules promocionals (tráiler), en anuncis televisius o en pel·lícules publicitàries. Tot i així, el seu ús és molt limitat. Moltes vegades es fa servir com a picada d'ullet cultural pels espectadors que tenen coneixement de l'evolució del llenguatge cinematogràfic.

### Desenfoc (Focus-In, Focus-Out)
El desenfoc és un recurs que, com el seu nom indica, consisteix a desenfocar la imatge per passar a la següent, passar de desenfocat a focus. La seva ocupació més habitual és per indicar canvis espacials, temporals, transicions decoratives, per diferenciar la realitat d'un somni o per marcar la introducció d'un flashfoward. Un exemple és la pel·lícula "L'últim” (Der Letzte Mann) de Friedrich Wilhelm Murnau, en la qual es fa servir una combinació de fos, desenfoc i encadenat. També serveix per evocar l'estat psicològic d'un personatge, per exemple un estat d'embriaguesa. És un recurs que es va usar molt al cinema clàssic i fins a la dècada dels 40. S'usava per marcar el començament d'un flashback a la narració.

### Entrades i sortides de camp
És un tipus de transició per tall, tot i que permet independència d'aquest, aconseguint paraelipsi, el·lipsis espacials o temporals i espais buits. S'aconsegueix mitjançant les entrades i sortides de camp d'un personatge o objecte, és a dir, quan un element en moviment apareix a l'enquadrament d'un plànol específic. Aquest moviment pot portar d'un plànol a l'altre, formant una seqüència. No obstant això, cal tenir en compte que amb aquest tipus de transició és molt important la continuïtat entre plànols consecutius, és a dir, cal fixar-se en el raccord per no intervenir negativament en el desenvolupament de la història (fent un error de raccord).

### Zoom[16]
El Zoom o també anomenat travelling òptic, aconsegueix traslladar la visió de l'espectador d'una situació a una altra més propera o llunyana mitjançant una òptica de tipus zoom que té la funció de desplaçar les lents canviant la distància focal. Aquesta eina sempre s'ha usat per enquadrar i reenquadrar el plànol. La perspectiva de la càmera no varia, però sí que ho fan les dimensions de l'escena dins del quadre. Això és a causa dels objectius usats, que tenen una focal variable. No s'ha de confondre un zoom amb un travelling, ja que no compleixen una mateixa funció. Produeixen impressions òptiques diferents i tanmateix, transmeten valors diferents. L'ús d'aquest tipus de transició era molt propi del cinema dels anys 60, principis del 70.

#### Avançant (Zoom in)
Aquest és el Zoom d'acostament. Suposa la transició de la visió d'una imatge fins a una porció de la mateixa que es vulgui ressaltar. Per aconseguir-ho, es tanca l'angle de la lent, això redueix l'angle de visió i la grandària de la imatge augmenta. Com a conseqüència de tots els processos tècnics anteriors, hi ha uns canvis en la imatge: la profunditat de camp redueix, desenfoca el fons i ho acosta al primer terme. Mescla la persona amb el seu entorn, amb el fons.

#### Retrocedint (Zoom out)
Aquest és el Zoom d'allunyament, suposa una transició a la inversa, rodejant una imatge de l'ambient que l'embolica. Per aconseguir-ho es fan servir els mateixos processos que amb el Zoom in, però a l'inrevés. S'obre l'angle de lent, conseqüentment l'angle de visió s'amplia, i disminueix la grandària de la imatge. Amb això, s'aconsegueix ampliar la profunditat de camp, tenir un fons no desenfocat i allunyar el fons del primer terme, sense barrejar la persona amb el fons.